# Charlie Watts
Charlie Watts, britanski glasbenik, * 2. junij 1941, London, Združeno kraljestvo, † 24. avgust 2021, London.
Watts je bil najbolj znan kot bobnar pri skupini The Rolling Stones, poleg tega pa je ustvaril tudi dva samostojna albuma, Long Ago & Far Away in Watts at Scott's.
Charlie Watts je v svoji glasbeni karieri igral bobne tudi v drugih znanih jazz skupinah, kot je High Flying Bird. V primerjavi z drugimi »Rolling Stonesi« pa je bil veliko bolj miren in imel veliko manj opravka z drogami, predvsem s tršimi.
Leta 1964 se je poročil s Shirley, s katero je imel hčer Seraphino. Leta 2004 pa so mu odkrili raka na grlu in mu ga uspešno pozdravili, tako da je nadaljeval s svojo glasbeno kariero.